# قلعه ابلین
ابلین (انگلیسی: Ibelin)، یکی از قلعه‌هایی که طی جنگ‌های صلیبی و دوره پادشاهی اورشلیم ساخته شده‌است. این قلعه متعلق به یکی از خاندان صلیبی مشهور آن زمان، خاندان ابلین، بود. این قلعه در سال ۱۱۴۱ و در دوره پادشاهی فولک برای محافظت از مرزهای جنوبی ساخته شد. این قلعه تا زمان سقوط اورشلیم در سال ۱۱۸۷، به عنوان مرکز ارباب‌نشین ابلین باقی ماند اما پس از سقوط اورشلیم، توسط صلاح‌الدین ایوبی فتح و بعد از آن به دستور وی نابود شد.